# Трубичино (Новгородский район)
Труби́чино — деревня в Новгородском муниципальном районе Новгородской области.
Трубичино — административный центр Трубичинского сельского поселения

## Географическое положение

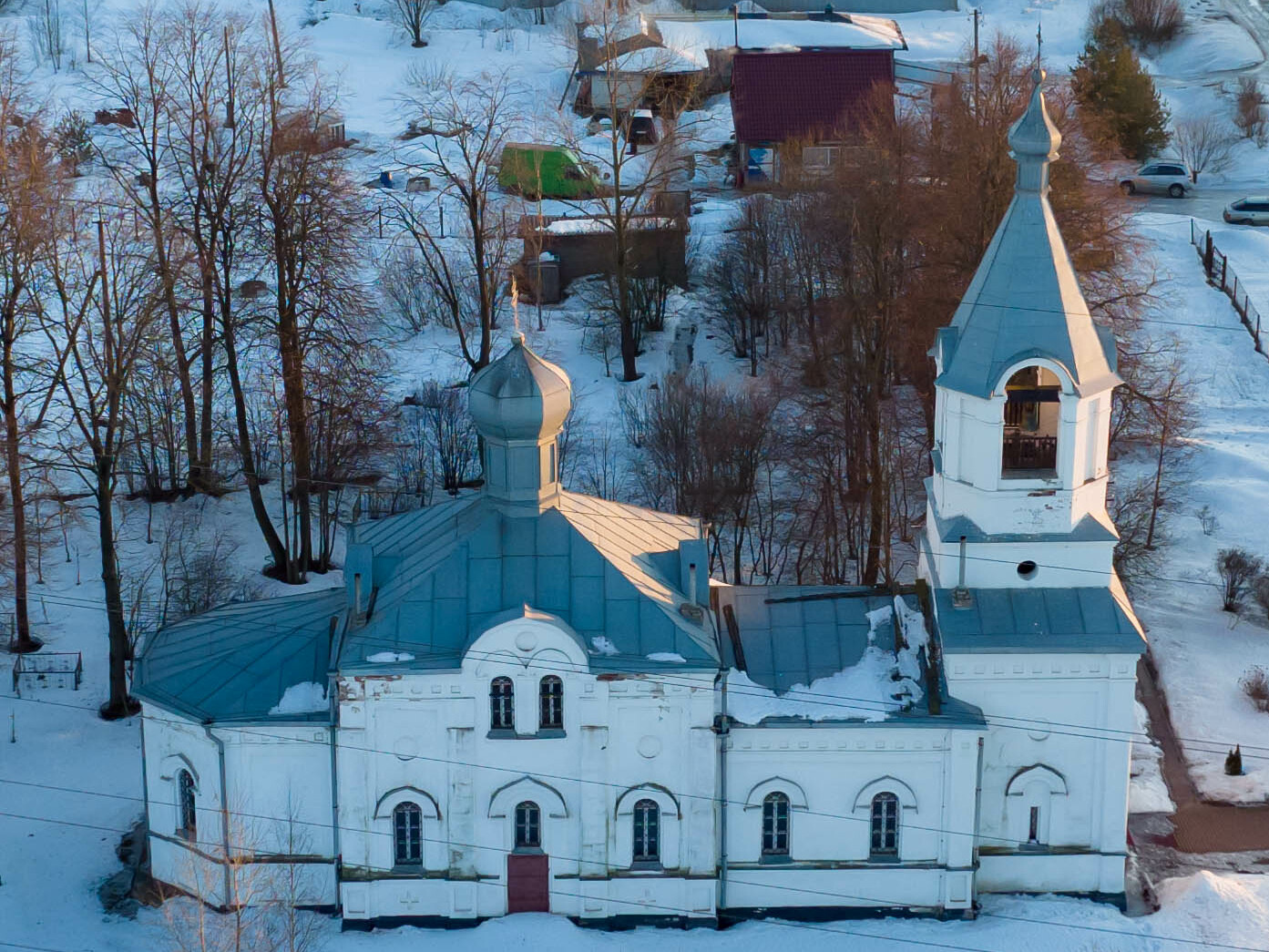
Вид на церковь с дрона, 2021 год

Деревня расположена в непосредственной близости от областного центра — города Великий Новгород. Северный микрорайон города и южную часть Трубичино разделяет небольшая река Стипенка.
Деревня расположена с юга на север вдоль автомобильной дороги из Великого Новгорода в Санкт-Петербург, являющейся продолжением самой большой улицы города — Большой Санкт-Петербургской. Вдоль всей восточной части деревни протекает другая небольшая река — Питьба, причём на левом берегу реки расположены включённые в состав города Великий Новгород в 2004 году посёлки Волховский и Кречевицы, вследствие чего, по деревне до её центральной части проходят городские автобусные маршруты. Вдоль всей западной части деревни на расстоянии около 1 км от центра проходит железная дорога Чудово — ст. Великий Новгород — оставшийся участок введённый в эксплуатацию 18 мая 1871 года железной дороги Чудово — Новгород — Шимск — Старая Русса (бо́льшая часть дороги не восстановлена после Великой Отечественной войны), с того самого времени существует платформа Трубичино («64 км»). Территория за железной дорогой также входит в городской округ — «Великий Новгород» — это территория крупнейшего предприятия области — компании «Акрон». К северу от Трубичино расположена деревня Витка, между деревнями протекает речка Пестова.
| 2002 | 2010  | 2021  |
| ---- | ----- | ----- |
| 2575 | ↗3009 | ↗3589 |

## Экономика

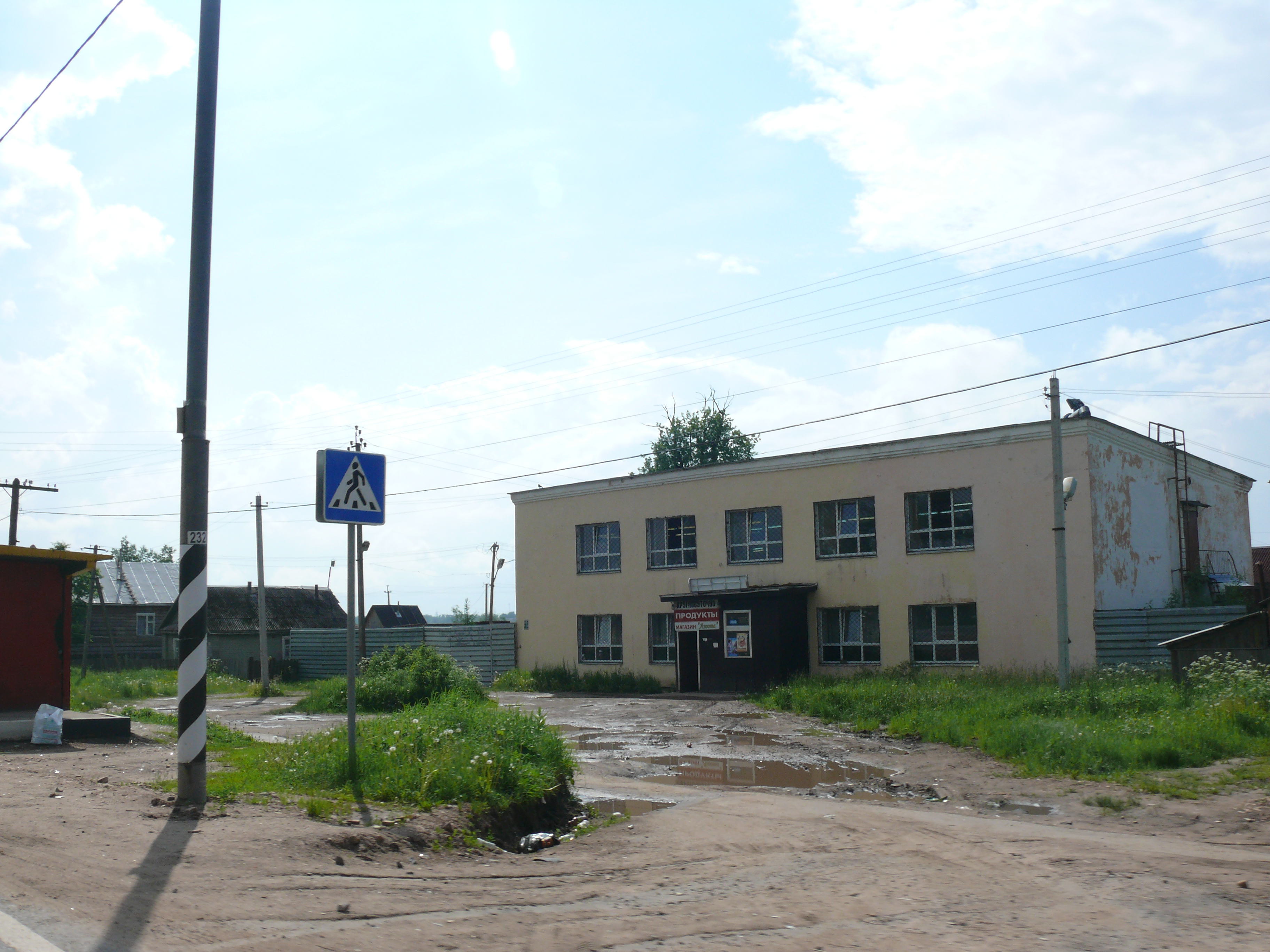
Один из магазинов в Трубичино

Главное предприятие деревни — ООО «Трубичино», главной частью которого являются два тепличных овощных комплекса по 6 га каждый и его филиал СП «Пригородное» (молочное животноводство). ООО «Трубичино» является крупнейшим тепличным хозяйством Новгородской области.
ООО «Трубичино» — преемник совхоза «Трубичино», организованного в 1967 году. Первый тепличный овощной комплекс введён в эксплуатацию в 1979 году, второй, через десять в 1989 году. В 1995 году совхоз реорганизован в ЗАО «Трубичино», а затем в ООО «Трубичино». С 2003 года была проведена реконструкция тепличного хозяйства, после этого здесь ежегодно выращивают свыше 4 тыс. тонн овощей в год: огурцов, томатов, перцев, баклажан и зеленных культур, предприятие входит в число крупнейших пяти аналогичного профиля по России.

## История
К началу XXI века, территория деревни представляет слившуюся с Трубичино застройку двух бывших деревень Наволок (на юге) и Моторово (на севере).

## Образование
Школа в Трубичино существует с 1901 года. С 1928 года — семилетняя школа, с 1961 по 1993 год — средняя, затем неполная средняя школа, а с 1997 основная общеобразовательная школа.

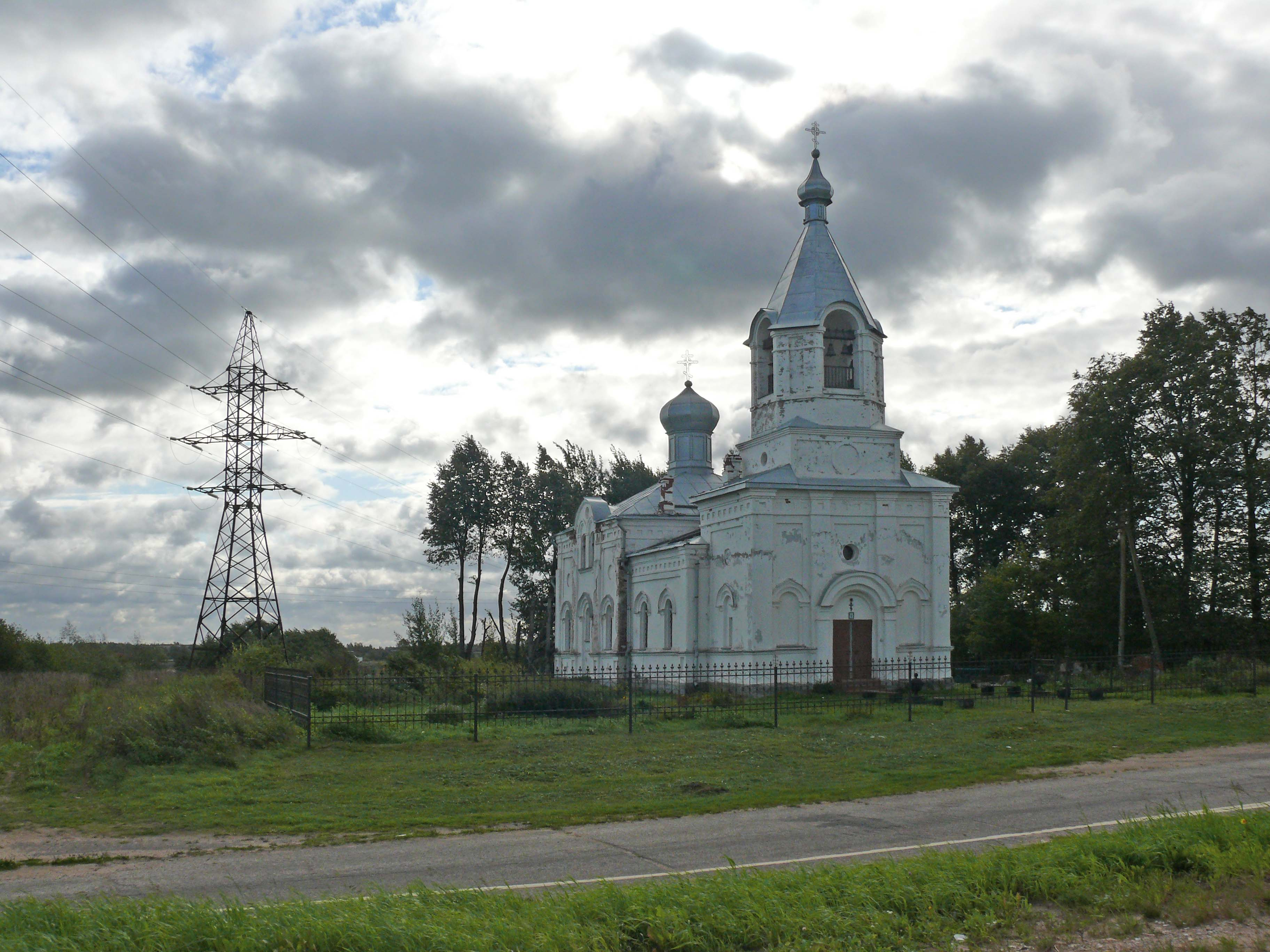
Церковь Покрова Пресвятой Богородицы

## Культура
Муниципальное учреждение культуры — «Трубичинский Социально Культурный Комплекс»

## Достопримечательности
В соответствии с Указом Президента РФ от 20.02.95 № 176 «Об утверждении перечня объектов исторического и культурного наследия федерального (общероссийского) значения», к таким объектам отнесён трёхпролётный мост XVIII века через реку Виточка, между Трубичино и Виткой. На правом берегу небольшой реки Пестровы между деревнями Трубичино и Витка расположена церковь Покрова Пресвятой Богородицы.